# Yuen Biao
Yuen Biao (Chinees: 元彪) (Hongkong, 26 juli 1957) (jiaxiang: Jiangsu, Nanking) is een Chinees acteur, filmregisseur en -producent uit Hongkong.
Yuen Biao werd geboren als Hsia Ling-Jun (夏令正). Hij studeerde tussen 1963 en 1973 aan Sifu Yu Jim Yuen's 'Chinees Drama en Opera Academie', samen met onder anderen Jackie Chan, Corey Yuen en Sammo Hung. Hij was een tijdje 'stunt double' van Bruce Lee (Hij was ook een van de vervangers van Bruce Lee in 'Game of Death'). Hij heeft vaak bijrollen in films, maar speelt ook weleens een hoofdrol, zoals in 'Prodigal Son'.
Hij trouwde in 1984 met DiDi Phang Sau-Ha, met wie hij twee kinderen heeft.

## Filmografie (selectie)
- 1972 - Fist of Fury (met Bruce Lee)
- 1972 - The Way of the Dragon (met Bruce Lee)
- 1976 - Shaolin Wooden Men (met Jackie Chan)
- 1977 - The Amsterdam Kill (met Robert Mitchum)
- 1978 - Game of Death (met Bruce Lee)
- 1978 - Amsterdam Connection
- 1981 - Game of Death II
- 1982 - Prodigal Son
- 1983 - Zu Warriors of the Magic Mountain (met Brigitte Lin)
- 1983 - Project A (met Jackie Chan)
- 1984 - Wheels on Meals (met Jackie Chan)
- 1988 - Dragons Forever (met Jackie Chan en Sammo Hung)
- 1988 - Peacock King (ook regie)
- 1991 - Once Upon a Time in China (met Jet Li)
- 1992 - A Kid from Tibet (ook regie)
- 1992 - Shogun and His Little Kitchen
- 1993 - Deadly Melody (met Brigitte Lin)
- 1999 - A Man Called Hero
- 2004 - Enter the Phoenix
- 2006 - Rob-B-Hood (met Jackie Chan en Louis Koo)
- 2009 - Turning Point

- Biblioteca Nacional de España: XX1333319
- Bibliothèque nationale de France: cb14023417p (data)
- Gemeinsame Normdatei: 140808167
- International Standard Name Identifier: 0000 0001 1471 4838
- Library of Congress Control Number: n99835579
- Bibliotheek van het Japanse parlement: 00622814
- Nederlandse Thesaurus van Auteursnamen: 330515713
- SNAC: w6bg3jfb
- Système universitaire de documentation: 069283869
- Virtual International Authority File: 44498463
- WorldCat: E39PBJfRyXPMkhyHqghfGVJFKd